# Multimedia Art Museum, Moskau
Das Multimedia Art Museum, Moskau (MAMM) (russisch Мультимедиа Арт Музей, Москва) ist ein staatliches Kunstmuseum in Moskau mit einem Schwerpunkt auf zeitgenössischer Kunst und Multimedia-Projekten. Es ist aus dem Moskauer Haus der Fotografie und der Schule für Photographie und Multimedia hervorgegangen und verfügt über eine Ausstellungsfläche von rund 9.000 Quadratmeter.

## Entstehung
Das MAMM wurde 2001 in dem bereits seit 1996 bestehenden Moskauer Haus der Photographie, einem Photographiemuseum, gegründet und nach fünfjährigen Umbauarbeiten im Oktober 2010 wieder für den Publikumsverkehr geöffnet. Direktorin sowohl des Moskauer Hauses der Photographie als auch des MAMM ist Olga Swiblowa.

## Aktivitäten
Das MAMM möchte ein breiteres Publikum mit zeitgenössischer und multimedialer Kunst vertraut machen. Es soll die Öffentlichkeit über wichtige Entwicklungen in der zeitgenössischen Kunst informieren und die Interaktion seiner Besucher mit seinen Sammlungen und Ausstellungsprojekten fördern. Zu diesen Zwecken organisiert es neben den Ausstellungen in seinen eigenen Räumen auch laufend Ausstellungen in anderen Moskauer Einrichtungen, z. B. in der Neuen Manege oder dem Cervantes-Institut, im übrigen Russland sowie im Ausland, z. B. in Schanghai, Paris oder Tallinn. Zusammen mit dem Moskauer Haus der Photographie sind mittlerweile außerdem ca. 100 Kataloge und Themenbücher herausgegeben worden. Durchschnittlich besuchen monatlich 30–35.000 Besucher den Museumskomplex.
Das Museum unterhält u. a. eine Präsenzbibliothek für seine Besucher mit Veröffentlichungen zur Photographie, zur zeitgenössischen Kunst und zu den Auswirkungen von Kunst auf die Gesellschaft. In der Aula im Erdgeschoss des MAMM werden Vorlesungen zur Geschichte der klassischen und modernen Kunst gehalten.

## Sammlung
Die Sammlung enthält russische Meisterwerke der künstlerischen Fotografie, darunter Arbeiten von Alexander Rodtschenko, Alexander Grinberg (1885–1979), Max Penson (1893–1959) und Dmitri Baltermants (1912–1990) sowie Juri Jeremin und Anatoli Jegorow.
Das Photoarchiv bewahrt über 80.000 Abzüge und Negative aller Techniken von den frühesten Daguerreotypien aus der Mitte des 19. Jahrhunderts über Ferrotypien und Ambrotypien bis hin zu den neuesten digitalen Techniken auf. Es enthält außer den Werken der obengenannten Künstler des Weiteren die Werke von Photographen wie Maxim Dmitriew, Piotr Pawlow, Carl Oswald Bulla und Wiktor Bulla, Moses Nappelbaum, Arkadi Schaichet, Boris Ignatowitsch, Iwan Schagin, Jewgeni Chaldei, Wsewolod Tarasewitsch und vieler anderer.
Das Museum unterstützt auch eine Reihe zeitgenössischer Künstler, die die Photographie in ihre Kunst integrieren wie Alexander Sljusarew, Sergei Borissow, Wladimir Kuprijanow, Igor Muchin und andere.

## Lage
Das Museum liegt südwestlich der Christ-Erlöser-Kathedrale und der Metro-Station Kropotkinskaja an der Ecke Ostoschenka-Straße (russ.: ул. Остоженка, д. 16) und Lopuchinski-Gasse.

## Ausstellungsauswahl
- 2011: Alexander Rodchenko Revolution in Photography (17. Dezember 2009 – 17. März 2010); Arctic (8.–18. September 2011); Fascinating Documents from the Archive of Artistic Photography in the Rhineland (AFORK) (19. Mai – 7. Juli 2011).
- 2012: Alec Soth - La Belle Dame sans Merci in der Central Exhibition Hall, Manege (Moskau).
- 2012: The Magic of Animation (21. Dezember 2012 – 13. Januar 2013); Ariadne's Thread (27./28. November 2012); Charlie Chaplin (30. November 2012 – 14. Februar 2013).
- 2012: Liu Bolin: Hide in the City.
- 2013: Utopia and Reality? El Lissitzky, Ilja und Emilia Kabakow (17. September – 17. November 2013); Oscar Rabin Graphics. 1950s – 1960s (18. Juli – 8. September 2013); Playtime – Videogame Mythologies (18. Juli – 8. September 2013).
- 2014: Arkadiy Shaikhet Photographs 1932–1941 (19. September – 23. November 2014); Russia in VOGUE (16. Oktober – 14. Dezember 2014); FREEDOM NOT GENIUS Works from Damien Hirst’s collection (30. September 2013 – 2. Februar 2014).
- 2015: Alfred Eisenstaedt The Father of Photojournalism (15. April – 24. Mai 2015); Rodchenko School. Generation Next (23. September – 29. Oktober 2015); Russia. 20th century in photographs 1918–1940 (7. Oktober – 9. November 2015); Dmitri Baltermants Arbat Square (5. November – 13. November 2015).
- 2016: Cristina García Rodero Open-Mouthed (17. Februar – 17. März 2016); Modernism in Japanese photography. 1930s. Osamu Shiihara (11. März – 9. Mai 2016); Hein Gorny New Objectivity and Industry. Products and Image Design 1920s–1930s in Germany (15. April – 19. Juni 2016); ZERO group: Günther Uecker, Heinz Mack, Otto Piene (24. September – 13. November 2016).
- 2017: Michail Prischwin Photographs and Diaries. 1929–1936 (3. Februar – 26. März 2017); Jeanloup Sieff Master of high style (1. Juni – 6. August 2017).